# La Floresta (Lleida)
La Floresta – gmina w Hiszpanii, w prowincji Lleida, w Katalonii, o powierzchni 5,52 km². W 2011 roku gmina liczyła 164 mieszkańców.